# ガブリエーレ・フェルツェッティ
ガブリエーレ・フェルツェッティ（Gabriele Ferzetti、1925年3月17日 - 2015年12月2日）は、イタリアの俳優。他にガブリエレ・フェルゼッティやガブリエル・フェルゼッティの表記もある。

## 略歴
ローマ生まれ。本名パスクワーレ・フェルツェッティ (Pasquale Ferzetti) 。ローマの演劇学校在学中にプロ劇団に入ったことから学校から追放される。その後ジュルジュ・サルビニ率いる国民劇団に加わり、翌年にはビビ・ジオイの劇団に移り、エルマー・ライスの『ドリーム・ガール』で主役を演じる。この成功でジオイは劇団の名にフェルツェッティを加えた。1948年に映画デビューし、ミケランジェロ・アントニオーニ監督の『情事』などに主演した。イタリアのゴールデン・グローブといわれるナストロ・ダルジェント賞も2度受賞した。1969年には『女王陛下の007』にも出演している。
2015年12月2日、ローマで死去。

## 主な出演作品
- 純愛 (1951)
- 我は我が恋をつらぬく (1952)
- 出撃命令 (1956)
- 女ともだち (1956)
- 明日なき愛情 (1956)
- みんなが恋してる (1958)
- 夏物語 (1958)
- 三月生れ (1958)
- ハンニバル (1959)
- 情事 (1960)
- 残酷な夜 (1960)
- 地上最笑の作戦 (1962)
- すてきなジェシカ (1962)
- 皇帝のビーナス (1962)
- 悪い女 (1963)
- 潜水艦ベターソン (1963)
- つかの間の恋心 (1963)
- 恋のなぎさ (1964)
- ある晴れた朝突然に (1964)
- マンハッタンの哀愁 (1965)
- 天地創造 (1966)
- 悪い奴ほど手が白い (1967)
- エスカレーション (1967)
- 女性上位時代 (1968)
- ウエスタン (1968)
- 女王陛下の007 (1969)
- さらば恋の日 (1969)
- 告白 (1969)
- ガラスの墓標 (1969)
- 俺はプロだ! (1969)
- 明日よさらば (1969)
- 夜の訪問者 (1970)
- タフガイ・殺人ボクサー (1971)
- 愛の嵐 (1973)
- アドルフ・ヒトラー/最後の10日間 (1973)
- 離婚・男の場合 離婚・女の場合 (1973)
- 欲望の果実/許されぬ愛の過ち (1974)
- ザ・スター (1976)
- ルチオ・フルチの ザ・サイキック (1977)
- 宇宙への旅立ち (1979)
- ジュリア ジュリア (1987)
- 新80日間世界一周 (1989)
- 恐怖の航海/アキレ・ラウロ号事件（前・後） (1990)
- オセロ (1995)
- マリア・カラス 最後の恋 (2005)